# 伊东忠太
伊东忠太（1867年11月24日—1954年4月7日），日本著名建筑史学家。帝国大学工科大学（現東京大学工学部）卒業。工学博士、東京帝国大学教授。伊东一生致力日本传统建筑以及亚洲建筑的研究，其著作包括《日本建筑研究》、《东洋建筑研究》、《见学记行》等。

## 生平
- 1867年（慶應3年） 米澤出生
- 1871年（明治4年） 藩學興讓館入学
- 1873年（明治6年） 隨軍醫父親伊東祐前往東京，就讀番町小学
- 1878年（明治11年） 父親擔任下總佐倉聯隊軍醫前往佐倉，就讀鹿山小學
- 1879年（明治12年） 就讀舊制鹿山中學校（現在千葉県立佐倉高等學校）入学
- 1881年（明治14年）就讀東京外國語學校德語科
- 1885年（明治18年） 就讀第一高等中学校，擔任鄉黨會發起人
- 1892年（明治25年） 帝國大學工科大學畢業（現今東京大學工學部）論文「建築哲學」，繼續就讀大學院（研究所）
- 1893年（明治26年）發表「法隆寺建築論」開始對日本建築史的研究
- 1897年（明治30年） 帝國大學工科大學講師
- 1899年（明治32年） 帝國大學工科大學助教授
- 1901年（明治34年） 工學博士
- 1902年（明治35年） 因為研究建築學，開始3年間遊歷中国、印度、土耳其
- 1905年（明治38年） 經由歐美歸國，擔任東京帝國大學教授
- 1923年（大正12年）與鎌倉芳太郎進行琉球王國首里城正殿保存
- 1928年（昭和3年） 東京帝國大學名譽教授、早稻田大学教授
- 1937年（昭和12年） 帝國藝術院會員
- 1943年（昭和18年） 文化勲章受章，建築界第一人。
- 1954年（昭和29年） 2月26日 米澤市第一號名譽市民，4月7日 去世，享年87歲

## 個人特色
- 圓柱收分線的希臘起源說：伊東忠太學位論文（1893年）考察奈良法隆寺時，發現支柱的軀幹收分與希臘建築的圓柱收分線 (Entasis) 類似，主張日本是絲綢之路的最後終點。圓柱中央部安上膨脹增加立體感的技術稱為圓柱收分線。
- 當時前往歐美留學是常識，不過為了釐清日本建築的起源，選擇在亞洲中國、印度、土耳其旅行，並發現中國雲岡石窟。在思索東亞(東洋)建築史，認為西方石造建築到東方木造建築的傳遞過程中介為印度文化，影響其部分寺廟建築採用印度風格，如東京築地本願寺。
- Architecture一詞原本被翻譯為「造家」，並應用於1886年(明治19年)所創立的「造家學會」，1894年伊東忠太於《建築雜誌》上撰寫論文建議應將Architecture翻譯為「建築」(明治27年)，1897年「造家學會」改名為「建築學會」(明治30年)，1898年東京帝國大學工科大學造家學科改為建築學科(明治31年)。
- 認為神社應是古典式設計的「神靈住居木造宮殿」，1923年東京發生關東大地震，1926年起擔任復興神社的設計顧問（設計監督大江新太郎），認為神社必須採用不燃、耐震的鋼筋混凝土構造。
- 本人為妖怪迷，在一橋大學的兼松禮堂和東京震災慰靈堂加入許多不可思議的動物雕刻。由於想成為漫畫家，畫下大量日本畫及妖怪等的輕鬆的漫畫。

## 主要作品

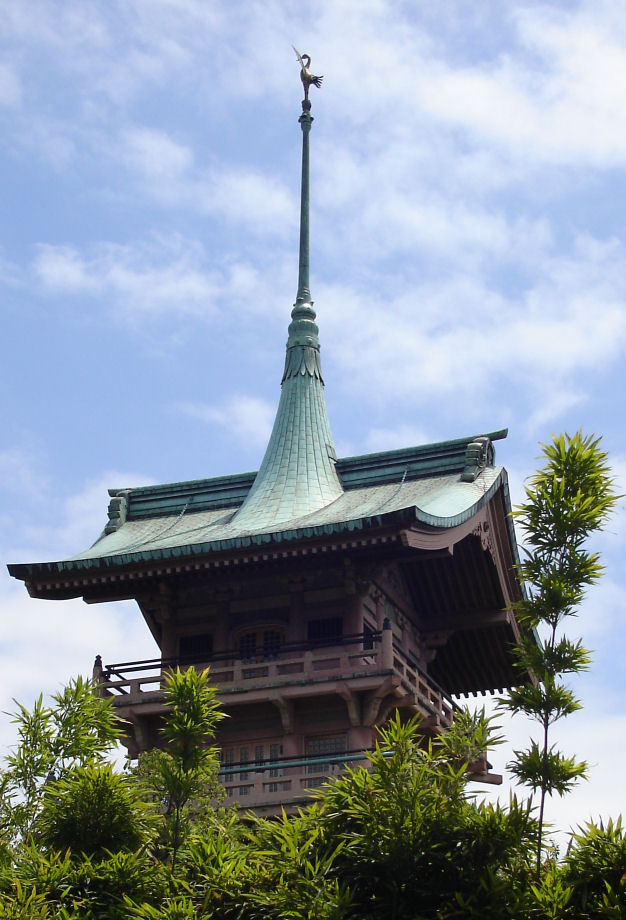
祇園閣

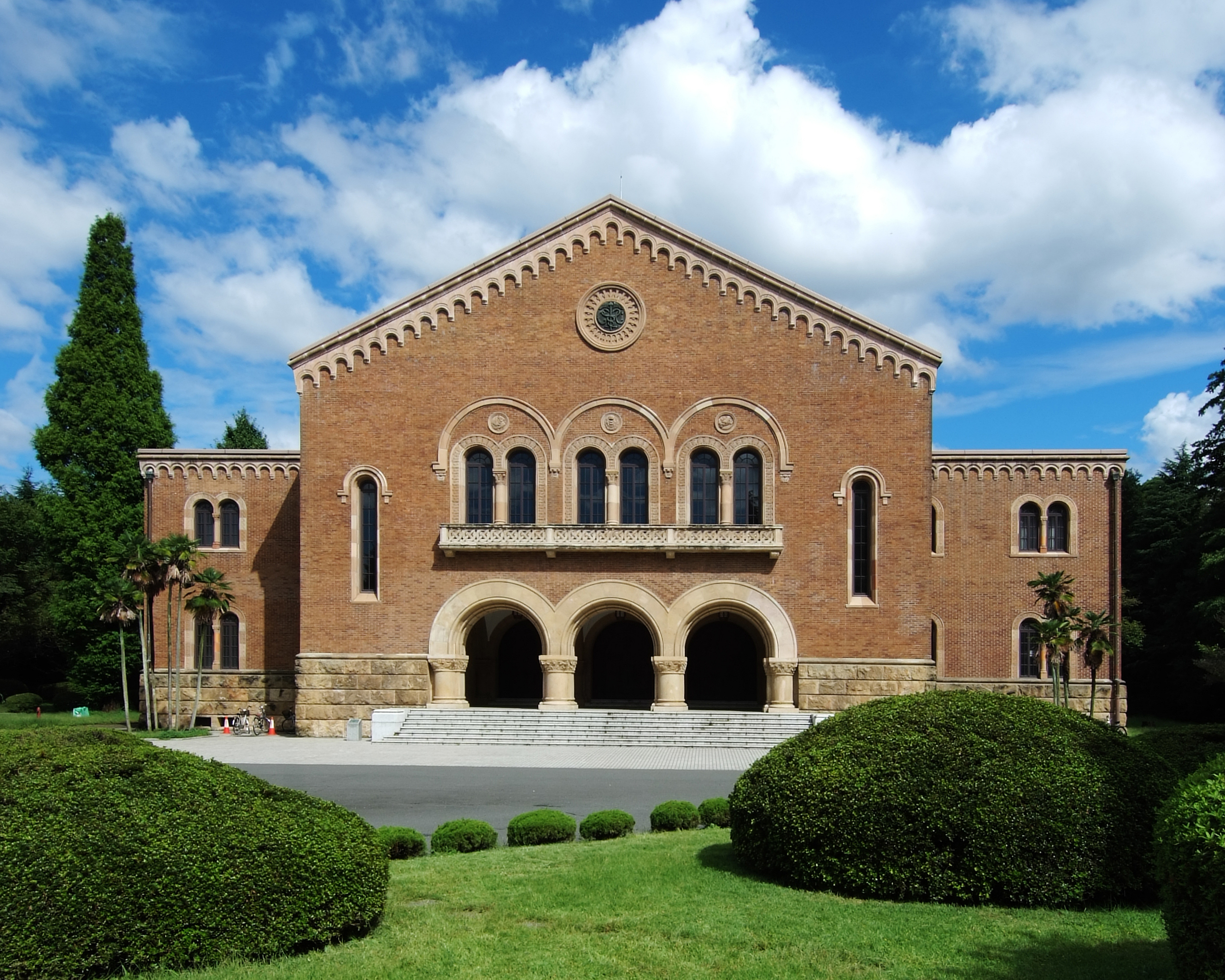
一橋大学兼松講堂

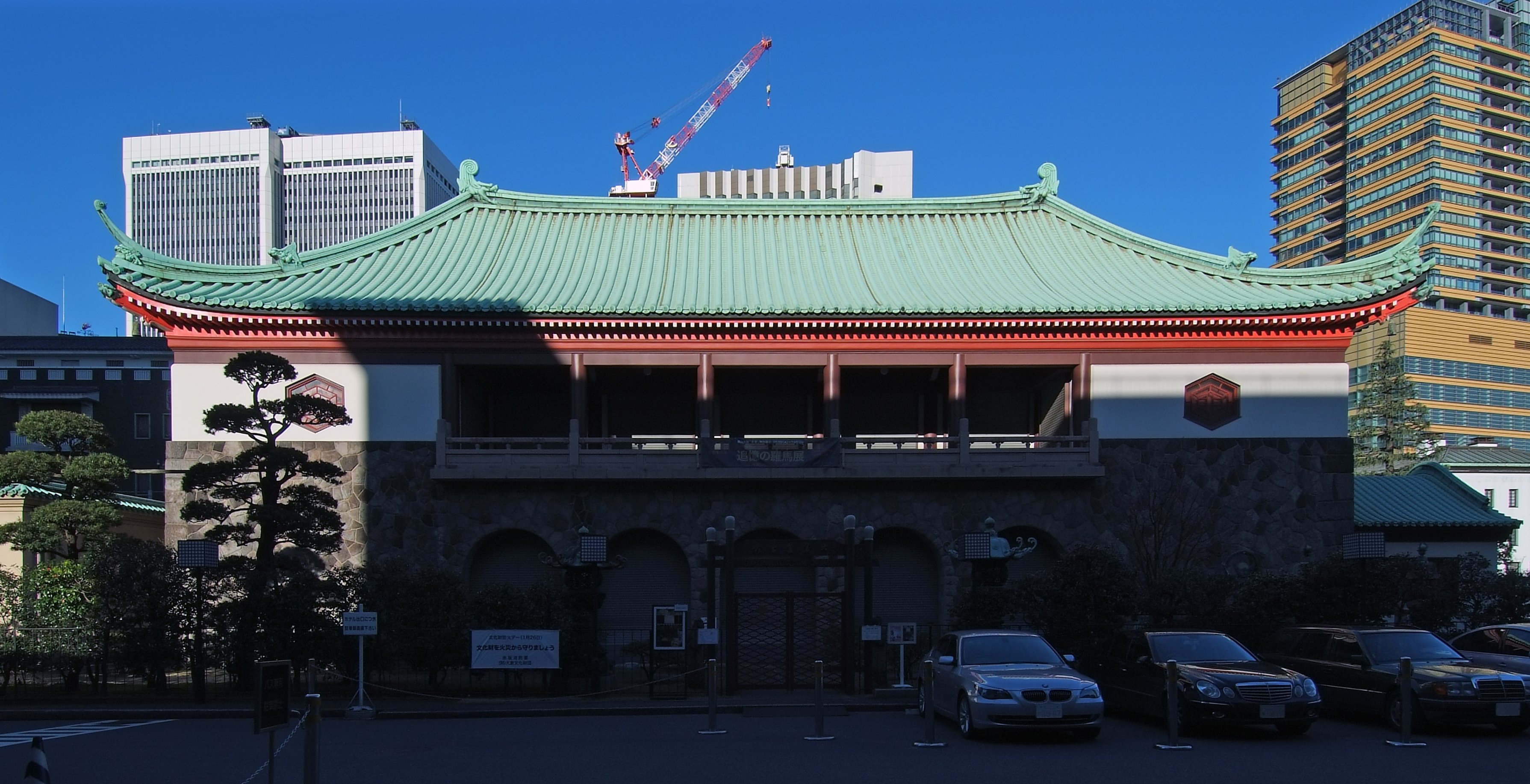
大倉集古館

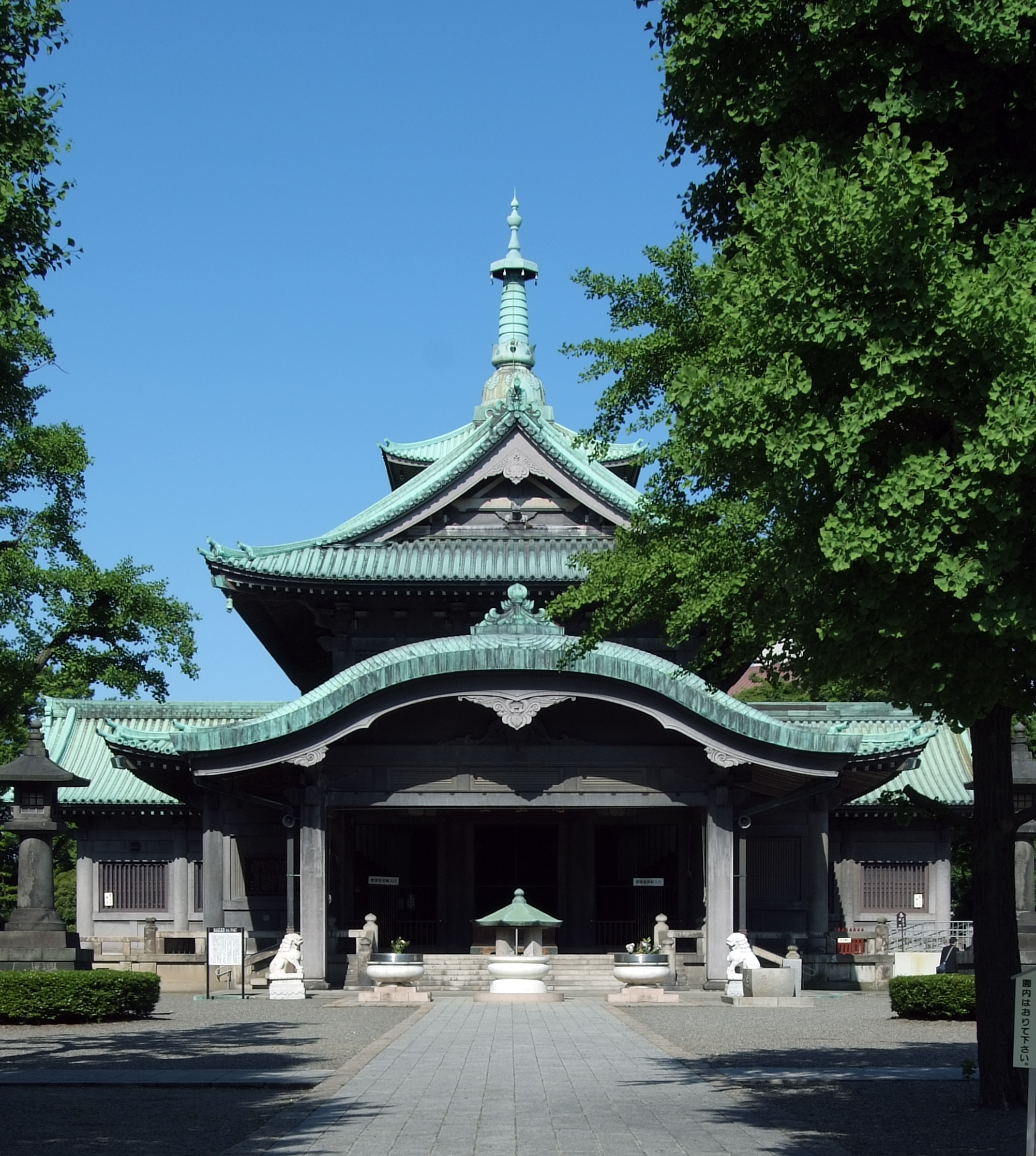
震災祈念堂

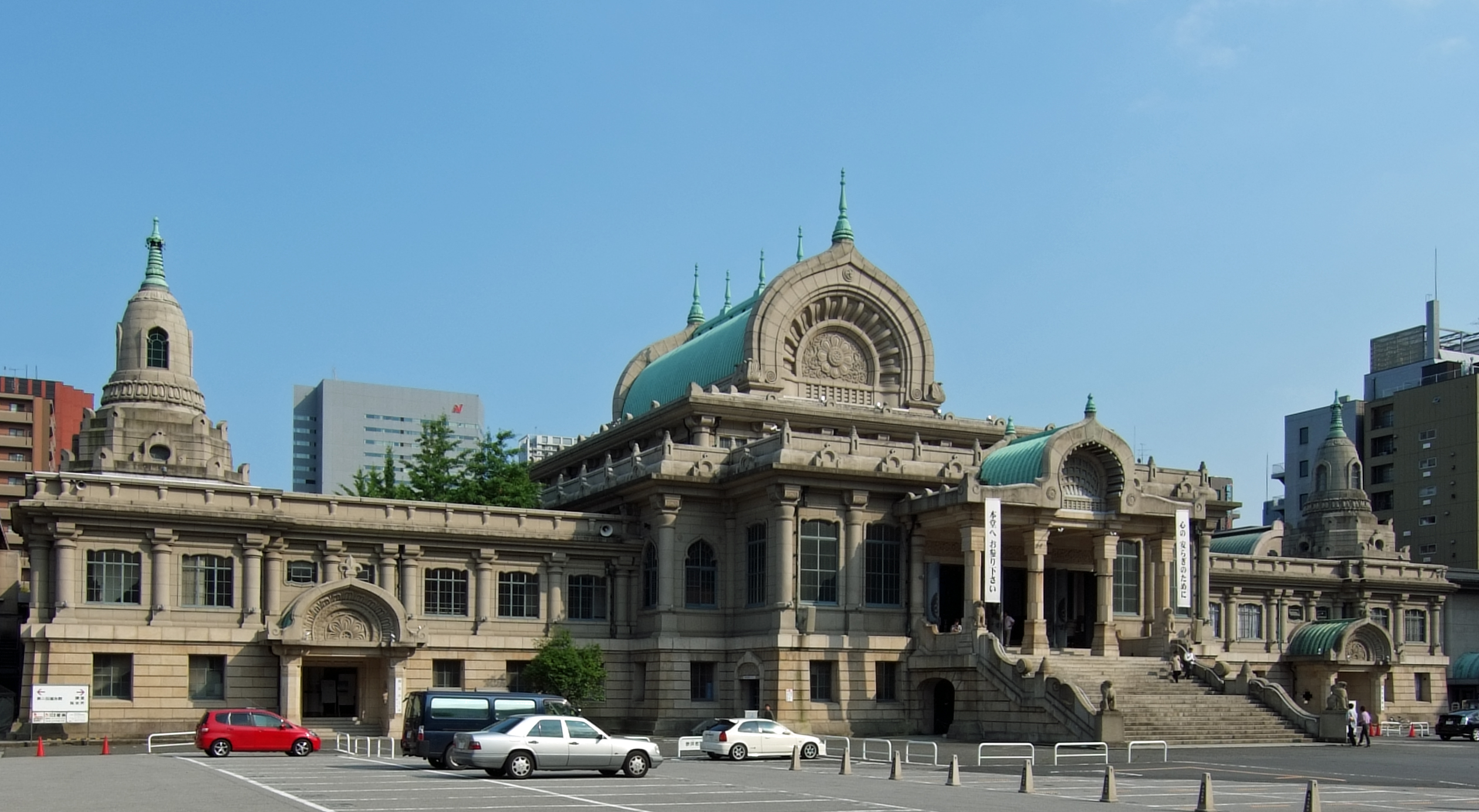
築地本願寺

- 橿原神宮（1890年，明治23年，奈良県橿原市）
- 平安神宮（1895年，明治28年，共同設計 木子清敬・佐佐木岩次郎，重要文化財）
- 豐國廟（1898年，明治31年，京都市）
- 倫敦萬國博覧会日本館（1908年，明治31年）
- 旧・二条駅舎（1908年，明治31年）
- 台灣神社（1901年，明治33年，已拆除）
- 宮崎神宮（1907年，明治40年）
- 淺野總一郎邸（1909年，明治42年，已不存）
- 二楽荘（1910年，明治43年，神戸，已不存）
- 可睡齋護国塔（1910年，明治43年，静岡県袋井市，共同設計 佐野利器）
- 入澤達吉邸（1911年，明治44年，已不存）
- 樺太神社（1912年，明治45年，已不存）
- 真宗信徒生命保険（1912年，明治45年，京都，現佛道院）
- 不忍弁天天竜門（1914年，大正3年）
- 楠妣庵・観音堂・庵・墓（1914年，大正3年）
- 内務大臣等官邸（1915年，大正3年，已不存）
- 彌彦神社（1916年，大正5年）
- 日泰寺佛舎利奉安塔（1918年，大正7年）
- 明治神宮（1920年，大正9年，共同設計 佐野利器，社殿二戰燒毀戰後重建）
- 上杉神社（1923年，大正12年）
- 朝鮮神宮（1925年，大正14年，首爾，已不存）
- 弘誓院本堂（1927年，昭和2年，横濱市南區）
- 東京商科大学兼松講堂（1927年，昭和2年、現一橋大學兼松講堂，登録文化財）
- 大倉集古館（1927年，昭和2年，東京都千代田區）
- 祇園閣（1927年，昭和2年，京都，原大倉喜八郎別邸一部，現大雲院，1997年（平成9年）12月12日、国登録有形文化財。）
- 舊阪急梅田車站地上中央大廳壁画（1929年，昭和4年，已被取下）
- 震災祈念堂（1930年，昭和5年，現東京慰靈堂本堂）
- 遊就館（1930年，昭和5年）
- 法華經寺聖教殿（1931年，昭和6年）
- 靖國神社神門（1933年，昭和8年，東京）
- 靖國神社石鳥居（1934年，昭和9年，東京）
- 築地本願寺（1934年（昭和9年））
- 最乗寺真殿・本堂（1934年，昭和9年）
- 湯島聖堂（1934年，昭和9年，東京）
- 高麗神社（1935年，昭和10年）
- 尾崎神社（1935年，昭和10年，岩手県釜石市）
- 新勝寺太子堂・開山堂（1936年，昭和11年）
- 普光寺毘沙門堂（1937年，昭和12年）
- 總持寺大僧堂（1937年，昭和12年，横濱市）
- 明善寺本堂（1937年，昭和12年，山形市）
- 俳聖殿（1941年，昭和16年，伊賀市，重要文化財）
- 上杉神社社殿（1941年，昭和16年，米澤）

## 著作
- 余の漫画帖から 実業之日本社 1922年（大正11年）
- 琉球紀行 1925年（大正14年）
- 木片集 万里閣書房 1928年（昭和3年）
- 支那建築史 東洋史講座 第11巻 雄山閣 1931年（昭和6年）
- 神社建築に現れたる日本精神 日本文化協会出版部 1935年（昭和10年）
- 伊東忠太建築文献（全6巻） 1936-1937年（昭和11-12年）
- 法隆寺 創元社 1940年（昭和15年）
- 琉球-建築文化 1942年（昭和17年）
- 建築の学と芸 三笠書房 1942年（昭和17年）
- 支那建築装飾 東方文化学院 1941年（昭和16年）
- 白木黒木 北光書房 1943年（昭和18年）
- 日本建築の美 社寺建築を中心として 主婦之友社 1944年（昭和19年）
- 日本建築の実相 新太陽社 1944年（昭和19年）
- 西遊六万哩 北光書房 1947年（昭和22年）
- 伊東忠太著作集（全11巻） 1982-1983年（昭和57-58年）